# Alexander Cock
Alexander Cock, född 25 maj 1642, död 3 juni 1712, var en svensk lagman. Han blev adlad 1676.
Cock blev 1681 lagman i Bohusläns lagsaga, en tjänst han uppehöll till 1710.
Cock var innehavare av Ousbyholm i Hörby socken, Vese i Bro socken samt Svanvik i Stala socken.